# Pojezierze Starogardzkie

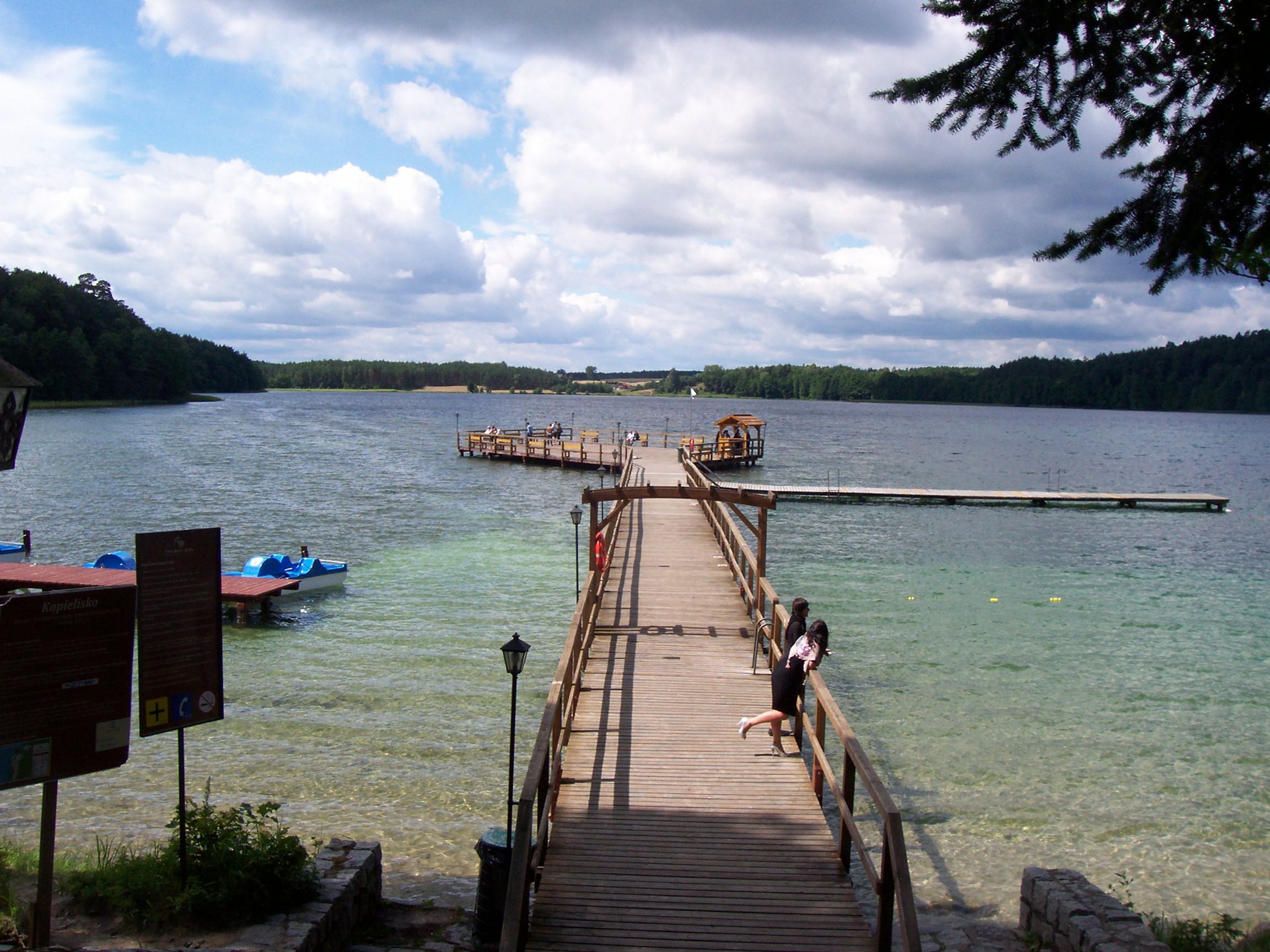
See Niedackie

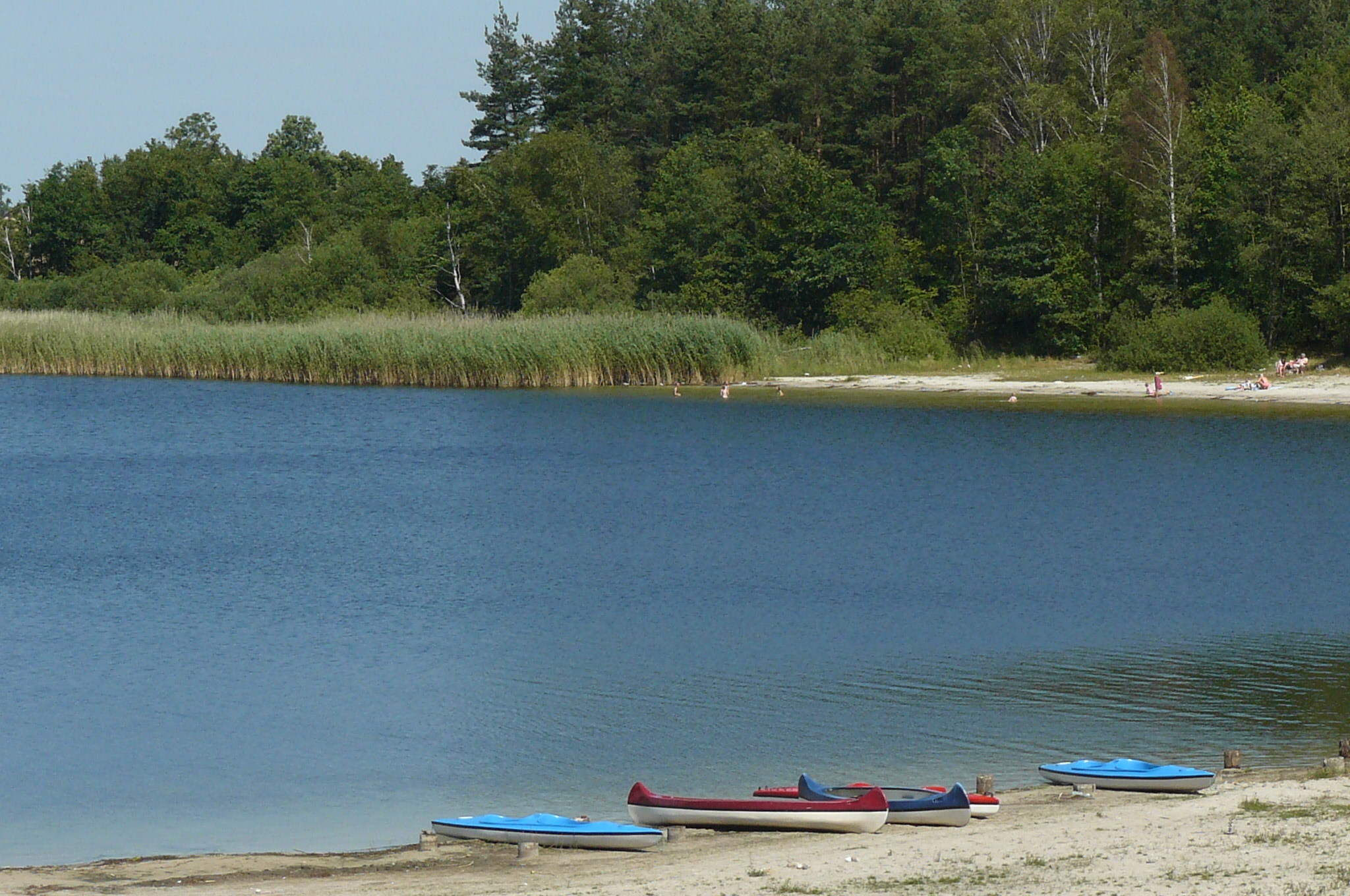
See Płaczewo

Pojezierze Starogardzkie (deutsche Übersetzung etwa: Seenplatte von Preußisch Stargard) ist eine Mesoregion sowie Seenlandschaft in den Woiwodschaften Pommern und  Kujawien-Pommern, in Polen. Die Region ist 1443 km² groß und bis zu ca. 150 Meter über NN hoch.

## Lage
Die Seenplatte liegt im Norden Polens. Sie ist Teil der östlichen Pommerschen Seenplatte beiderseits des Flusses Wierzyca westlich des Urstromtals der Weichsel. Im Norden und Westen schließt sich die Kaschubische Seenplatte, im Osten das Weichseldelta sowie das Marienwerder-Tal und im Süden das Graudenzer Becken an.

## Geologie
In der Seenplatte liegen eine Vielzahl von Seen in einer Moränenlandschaft. Charakteristisch für diese Landschaft sind glaziale Rinnen zwischen den Hügeln, entstanden durch die abtragende Wirkung der Schmelzwässer beim Abschmelzen der Gletscher, die später die Seen aufnahmen.

## Seen
Die größten Seen sind:
- Jezioro Borzechowskie Wielkie
- Jezioro Godziszewskie
- Sumińskie Jezioro
- Damaszka
- Zduńskie Jezioro

## Flüsse
Das Gebiet entwässert nach Südosten über die Wierzyca sowie zu einem kleineren Teil nach Nordosten über die Mottlau in die Weichsel. Ein kleiner Teil der Seenplatte liegt im Einzugsgebiet der Wda.

## Moränen
Die Seenplatte ist niedriger gelegen als die Kaschubische Seenplatte. Die höchsten Moränen sind bis zum 150 Meter über NN hoch.

## Besiedlung
Neben der namensgebenden Stadt Starogard Gdański liegen auch andere Kleinstädte wie Skarszewy und Pelplin im Bereich der Seenplatte Seenplatte.

## Natur
Das Gebiet besitzt zahlreiche Naturreservate.